# Soproni Kosárlabda Csapat
Il Soproni K.C. è una società cestistica, avente sede a Sopron, in Ungheria. Fondata nel 1991, gioca nel campionato ungherese.

## Cestisti
- Austin Dufault 2016-2017
- Pavel Frána 2007-2008